# سیارک ۴۲۲۹
سیارک ۴۲۲۹ (به انگلیسی: 4229 Plevitskaya، نامگذاری:1971BK) چهار هزار و دویست و بیست و نهمین سیارک کشف شده‌است که در ۲۲ ژانویه ۱۹۷۱ کشف شد.
قدر مطلق سیارک برابر ۱۲٫۹۰ است.